# دانه‌های ریز برف
دانه‌های ریز برف فیلمی به کارگردانی و نویسندگی علیرضا امینی ساختهٔ سال ۱۳۸۲ است.

## خلاصه داستان
جوانی که «کله» خطابش می‌کنند، به همراه دوست میان سالش در حاشیه یک معدن زندگی و کار می‌کنند. فردی که با وسیله نقلیه، مواد مورد نیاز زندگی شان را به آنها می‌رساند تنها رابط آنها با دنیای خارج است. «بهنام کله» که یا توانایی صحبت کردن ندارد یا از روی عمد حرف نمی‌زند، شخصیت درون گرایی است که مدام از دوستش آزار می‌بیند. اتفاق مهمی که زندگی یکنواخت این دو را دگرگون می‌کند.

## بازیگران
- محسن تنابنده
- مجید بهرامی
- بهروز جلیلی
- محمد سلطانی
- بیژن مرادی کرمانی
- ایرج عباسی
- محمد نوید
- محمد تیموری

## جوایز
- جایزه بهترین فیلم از جشنواره فیلم پوسان دوره هشتم (۲۰۰۳-کره جنوبی)
- جایزه بهترین دستاوردهای هنری از جشنوارهٔ بین‌المللی فیلم تسالوینکی دوره چهل و چهارم (یونان)
- تقدیرنامه هیئت داوران از جشنواره فیلم لوکارنو دوره پنجاه و ششم (سوئیس)
- جایزه محیط زیست هیئت داوران جوانان از جشنواره فیلم لوکارنو دوره پنجاه و ششم (سوئیس)